# Xerotyphlops luristanicus
Xerotyphlops luristanicus — вид змій родини сліпунів (Typhlopidae). Ендемік Ірану. Описаний у 2017 році.

## Поширення і екологія
Xerotyphlops luristanicus відомий з типової місцевості, розташованої в горах Загросу в провінції Лурестан, на висоті від 1750 до 2100 м над рівнем моря.